# 利尔·皮普
古斯塔夫·伊莱贾·奧爾（Gustav Elijah Åhr，1996年11月1日—2017年11月15日），艺名利尔·皮普（Lil Peep），瑞典裔美国饶舌歌手、歌手、词曲作家及模特。他被认为是引领后情绪摇滚复兴的重要艺术家之一，他的嘻哈风格被称为“情绪嘻哈”。

## 早年生活
古斯塔夫·奥尔1996年11月1日出生于宾夕法尼亚州，在纽约长岛长大。他父母都是哈佛大学毕业生。奥尔的母亲是一名一年级的老师，而他的父亲则是大学教授。奥尔14岁那年父母离了婚,这对他而言是一个重大的打击。从此他在班级也不怎么说话, 他成为了同学们口中的“怪孩子”。
奥尔曾就读于丽都海滩的长滩高中，虽然成绩不错，但是他却很少上学。 他后来从高中退学，而通过在线课程获得相应的文凭。 此后不久，他开始在YouTube和SoundCloud上发布自己的音乐作品。
当奥尔17岁的时候，他搬家至洛杉矶去追求自己的音乐梦想。

## 演艺生涯
2013年，在音乐制作人Nedarb的介绍下，加入了饒舌团队Gothboiclique。同年，随Gothboiclique成员Lil Tracy合作了单曲《White Tee》。2015年，发行了个人首张混音带《Lil Peep Part One》，该混音带在网上发布的第一周内收获了高达4千多次点击量；同年，发行了混音带《Live Forever》以及首张个人EP《Feelz》。2016年1月，发行EP《Vertigo》和《California Girls》；11月，发行了歌曲《Kiss》；该歌曲被乐评媒体Pitchfork评为“最佳新歌”（Beat New Track)。2017年，签约First Access娱乐公司，从而正式出道。同年6月，发行个人首支正式单曲《Benz Truck》。同年8月，发行首张个人录音室专辑《Come Over When You're Sober， Pt. 1》随后开始在俄罗斯举行了巡迴演唱會。
Lil Peep的友人曾透露Lil Peep自己并没有想过会因为做音乐而出名，也没有所谓长远的目标。他总是将赚到的钱消费在烟酒毒品来麻痹自己。Lil Peep也曾称透露自己是一个非常敏感且没安全感的人，因此无论是家人或朋友对Lil Peep内心世界的了解其实少之又少,就像Lil Peep的友人说过：“没有人知道Peep真正的想法是什么。”或许是早年生活上的一些影响而造就Lil Peep忧郁的性格但这并不影响粉丝对于Lil Peep音乐的喜爱这项事实。
“这绝对是音乐产业的一大悲剧”，Lil Peep于2017年11月被发现逝世于其巡演大巴上。Lil Peep逝世后所有的音乐版权都归于其母亲Liza所有。
Marshmello于2018年1月释出了《Spotlight》。据Marshmello说Lil Peep曾于他讨论过关于合作的事情但却发生了遗憾所以无法完成，因此重新混音了Smokeasac（原编曲师）的《Spotlight》作为致敬，也算是弥补遗憾。2018年9月释出了与逝世饶舌歌手XXXTentacion合作单曲《Falling Down》，此单曲改编自Lil Peep和饶舌歌手Ilovemakonnen合作单曲《Sunlight On Your Skin》。
2018年11月发行了第二张个人录音室专辑《Come Over When You’re Sober Pt. 2》。此张专辑制作人为Lil Peep生前御用编曲师兼好友Smokeasac，与此同时Lil Peep的母亲Liza也亲自参与此张专辑的制作。
2019年11月11日为其逝世两周年，发行了同名新专辑和个人纪录片《Everybody's Everything》，纪录片里除了记录了Lil Peep音乐生涯的启航和陨落也包括一些早年的生活桥段以及其他音乐人对于Lil Peep的想法。而同名专辑则收录了一些早期和未公开的音乐。据友人说，Lil Peep生前遗留的作品多达300余首，因此不排除未来仍有推出新专辑的可能性。
2020年6月10日正式发行了《Crybaby》，并将其从以往的旧平台上移除。

## 时尚界
Lil Peep早年就开始涉足时尚领域。在他逝世前最后几个月中，他为Vlone建模，并应邀参加了一些时装秀；例如巴黎时装周的宝曼男士时装秀和米兰的Moncler Gamme Bleu MFW男士春夏时装秀。来自“Hypebeast”的Nico Amarca表示：“尽管Peep的时尚品牌比大多数现代品味制造商拥有更多的利基市场，而这很大程度都归功于他的成功。在一个个人特色及个性欠佳的时代，Peep却有过于他人地将刺青遍布全身。知名饶舌歌手Playboi Carti 更形容Lil Peep是潮流的引领者。

## 音乐风格
Lil Peep的音乐被描述为lofi-rap和emo trap。音乐记者经常将Lil Peep与已逝歌手Kurt Cobain进行比较。New York Times音乐评论家乔恩·卡拉马尼卡（Jon Caramanica）评价Lil Peep为lofi版Kurt Cobain，称他那恶魔般的旋律能使听众感到沮丧和忧郁。他也宣称自己的音乐的确受Kurt Cobain影响很深，更称自己想成为新一代的Kurt Cobain。
AllMusic将Lil Peep的音乐描述为融合了嘻哈音乐、摇滚乐與陷阱音乐、朋克摇滚和dream pop。他的歌曲大体上借鉴了Southern rap的triple-time hi-hats以及post-hardcore那愤怒般的自我检省。他将情绪说唱和流行朋克元素融合到说唱音乐中，为其流派注入了新鲜感。这样的音乐结果更让来自Pitchfork杂志的Steven J. Horowitz称他为“情绪说唱的工匠”。
作为一名新兴艺术家，Lil Peep在另类嘻哈市场中获得了巨大的吸引力，更为粉丝们建立了一个更好的平台。让粉丝可以于他讨论他所关注的话题，例如心理健康等。Lil Peep歌词的主要话题通常围绕在自身的忧郁，毒品滥用，感情，自杀倾向等。Lil Peep的一位友人说他的专辑《Come Over When You're Sober, Pt. 1》是希望向患有焦虑和沮丧情绪，遭受欺负和虐待以及像他一样被误解的人发声。他必需对抗自己心中的魔鬼因此他通过创造音乐帮助自己，帮助人们来面对心中的魔鬼。

## 个人生活

### 家庭
Lil Peep的母亲丽莎·沃马克是一名一年级教师，父亲是大学教授。利尔·皮普有瑞典、德国和爱尔兰人的血统。

### 感情
Lil Peep曾与居住在长岛的儿时玩伴Emma Harris交往过。2017年和女演员贝拉·索恩短暂交往过。Lil Peep在逝世不久前曾和网红Arzaylea Rodriguez有过两个月约会。Lil Peep在2017年8月曾宣布自己是雙性戀，但没有和任何男性有过交往。

## 逝世
2017年11月15日，Lil Peep被发现逝世于巡演大巴上，享年21岁。据友人宣称Lil Peep服用了假阿普唑仑而事实上却是芬太尼，因此产生反应造成悲剧发生。12月18号法医公布的验尸报告显示Lil Peep的血液有其他非法毒品如大麻、可卡因与曲马多。他的尿样里有氢可酮、氢吗啡酮、羟考酮与羟吗啡酮。但是他的体内没有酒精。Lil Peep在Huntington Staion进行遗体火化,骨灰则存放在他祖父的坟场。

## 紀念
逝世后许多知名音乐人和饶舌歌手纷纷在网上哀悼如Lil Tracy、Diplo、Marshmello、Post Malone、Lil Pump、Lil Xan、Dua Lipa、Suicideboys、Lil Uzi Vert、Sam Smith、Ty Dolla Sign等人。
2017年11月22日，纽约时报的音乐评论家Jon Caramanica举行了特别的纪念播客插曲，以纪念Lil Peep。Good Charlotte也与2017年12月2日在纽约长岛纪念馆现场翻唱了Lil Peep的知名歌曲《Awful Things》表达致敬。知名金属乐团Three Days Grace在其社交媒体上发布了一段重新remix Lil Peep《Witchblades》的视频表达致敬。Three Days Grace也将《Witchblades》的instrumental注入新歌曲《The Real You》中。
Lil Peep在第60届格莱美奖上也获得了荣誉。2018年6月19日，已逝饶舌歌手Juice Wrld更发行单曲《Legends》致敬Lil Peep和已逝饶舌歌手XXXTentacion。英国乐团The 1975在单曲《Love It If We Made It》唱出了:"Rest in peace Lil Peep, The poetry is in the streets"表达对Lil Peep的致敬。MGK更是在歌曲《Glass House》中表达了没能在Lil Peep生前认识他而感到的遗憾。
2017年12月2日，Lil Peep的纪念日在纽约长岛纪念馆举行，出席者包括Lil Peep的家人，朋友以及粉丝。同一天，在伦敦市中心也举行了纪念活动；将Lil Peep投影到伦敦国会大厦的侧面上。